# جنبش مهریان
جنبش مهریان، در سال ۱۳۳ هجری قمری صورت گرفت. این جنبش همراه با دیگر جنبش‌هایی که به خونخواهی ابومسلم خراسانی صورت گرفت، همه با پیروی از روش مزدک هویت طبقاتی و توده‌ای داشتند و ضدیت با اسلام عرب و انتقام از خلیفه در برنامه مبارزهٔ آن‌ها بود.